# Weiningia
Weiningia és un gènere extint de braquiòpodes.